# Aquila 1902 Montevarchi
El Aquila 1902 Montevarchi es un club de fútbol de Italia, con sede en Montevarchi, en Toscana. Fue fundado en 1902 y refundado en 2011. Compite en la Serie D, cuarta categoría del fútbol italiano.

## Historia
Fue fundado en el año 1902 en la ciudad de Montevarchi de la región de Toscana con el nombre SS Aquila, pero es hasta 1929 que se une a la Federación Italiana de Fútbol.
En 1934 es uno de los equipos fundadores de la Serie C, pero también es uno de los primeros equipos descendidos de la liga.
En 1939 regresa a la Serie C donde permanece por seis años hasta su descenso en 1946 y cae a los niveles afocionados.
En 1951 pasa a llamarse CS Aquila 1902 y en 1962 pasa a llamarse Polisportiva Aquila Montevarchi, regresando dos años después a su nombre anterior.
Tras varios años regresa a la Serie C, pero desciende tras una temporada, retornando a la tercera división en 1972 para estar en la liga por cuatro temporadas hasta el descenso en 1976.
A finales de los años 1970 logra dos ascensos consecutivos y termina en la Serie C1, donde solo permanece una temporada.
En 1984 gana la Coppa Italia Dilettanti y pasa a llamarse Montevarchi Calcio Aquila 1902 S.p.A.. En 1988 regresa a la Serie C2 permaneciendo en ella dos temporadas.
El club regresa a la Serie C2 en donde permanece por cinco temporadas, pasa a llamarse Montevarchi Calcio Aquila 1902 S.r.l. en 2004 y en 2006 desciende a la Serie D, regresando al fútbol aficionado luego de más de 30 años.
En 2011 el club es refundado, y en 2012 pasa a llamarse A.S.C.D. Aquila 1902 Montevarchi y en 2021 regresa a la Serie C.

## Palmarés

### Torneos interregionales
- Serie C2 (1): 1994-95 (Grupo B)
- Serie D (3): 1969-70(Grupo E), 1971-72 (Grupo E), 2020-21 (Grupo E)
- Campionato Interregionale (1): 1983-84 (Grupo E)
- Copa Italia de Aficionados (1): 1983-84

### Torneos regionales
- Prima Divisione Toscana (2): 1938-39 (Grupo A), 1951-52 (Grupo F)
- Eccellenza Toscana (1): 2016-17 (Grupo B)
- Promozione Toscana (1): 2014-15 (Grupo B)
- Prima Categoria Toscana (4): 1961-62 (Grupo C), 1965-66 (Grupo C), 1966-67 (Grupo B), 2013-14
- Seconda Categoria Toscana (1): 2012-13
- Supercopa de la Eccellenza Toscana (1): 2017

## Rivalidades
Sus principales rivales son de la región de Toscana como Arezzo, Carrarese, Sangiovannese, Siena, Viareggio, Poggibonsi, Prato, Lucchese, Pistoiese y Massese, así como también.con otros equipos fuera de la región como Alessandria, Foligno, Pavia y Gualdo.